# Adam et Ève (Chagall)
Pour les articles homonymes, voir Adam et Ève.
Adam et Ève est un tableau de Marc Chagall peint en 1912.
Cette huile sur toile cubo-futuriste représente Adam et Ève. Elle est conservée au musée d'art de Saint-Louis, Missouri.